# Hybosema robustum
Hybosema robustum là một loài thực vật có hoa trong họ Đậu. Loài này được Sousa & Lavin mô tả khoa học đầu tiên.